# Filme de mistério

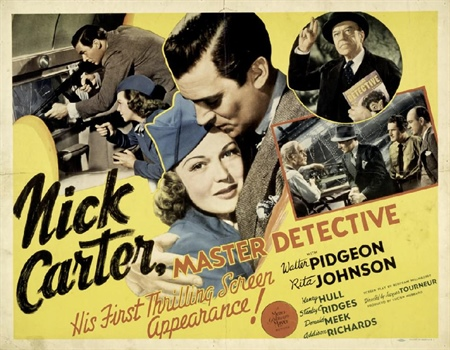
Nick Carter, da França, é uma das primeiras séries de filmes de detetives misteriosos (1908-1909).

Filme de mistério é um gênero cinematográfico que gira em torno da solução de um problema ou de um crime. Ele se concentra nos esforços do detetive, investigador particular ou detetive amador para resolver as misteriosas circunstâncias de um problema por meio de pistas, investigações e dedução inteligente.
O enredo geralmente centra-se na capacidade dedutiva, coragem, confiança ou diligência do detetive enquanto tentam desvendar o crime ou a situação, reunindo pistas e circunstâncias, buscando provas, interrogando testemunhas e rastreando um criminoso.
O suspense é freqüentemente mantido como um importante elemento de enredo. Isso pode ser feito através do uso da trilha sonora, ângulos de câmera, sombras pesadas e reviravoltas surpreendentes. Alfred Hitchcock usava todas essas técnicas, mas às vezes permitia que o público participasse de uma ameaça pendente, e então tirava o momento de um efeito dramático.
Esse gênero tem variado desde os primeiros contos de mistério, histórias de detetive, fictícias ou literárias, de clássicos thrillers de suspense hitchcockianos até clássicos filmes de detetives particulares. Um subgênero de filmes relacionados é o filmes de espionagem.